# San Miguel del Esla
San Miguel del Esla es una localidad española del municipio de San Cristóbal de Entreviñas, en la provincia de Zamora.

## Ubicación
San Miguel del Esla es una pequeña localidad situada a orillas del río Esla y a un kilómetro de Santa Colomba de las Carabias. En sus proximidades, pero perteneciente al término de Cimanes de la Vega (León), se encuentra el santuario de la Virgen de la Vega.

## Historia
Durante la Edad Media San Miguel del Esla quedó integrado en el Reino de León, siendo en la Edad Moderna una de las poblaciones que formó parte de la provincia de las Tierras del Conde de Benavente, encuadrándose dentro de esta en la Merindad de Villamandos y la receptoría de Benavente.
Ya en el siglo XIX, al reestructurarse las provincias y crearse las actuales en 1833, San Miguel del Esla pasó a formar parte de la provincia de Zamora, dentro de la Región Leonesa, quedando integrado en 1834 en el partido judicial de Benavente.
En torno a 1850, San Miguel del Esla se integró en el municipio de Santa Colomba de las Carabias, municipio este último que a su vez se integró en 1972 en el de San Cristóbal de Entreviñas.

## Patrimonio
Su iglesia es obra nueva, construida en 1957 y reparada en 1971, conservando solo de épocas anteriores la espadaña rematada en vértice y formada por tres vanos. En su interior se encuentras las imágenes policromadas de estilo barroco de San Miguel y de la Virgen, esta última del siglo XVIII.

## Fiestas
Celebran la fiesta de San Miguel el 29 de septiembre.